# Afropitec
L'afropitec (Afropithecus turkanensis) és un homínid del Miocè descobert el 1986 al jaciment de Kalodirr a prop del llac Turkana (nord de Kenya) per Richard i Mary Leakey. S'ha estimat l'edat de l'afropitec a fa entre 18 i 16 milions d'anys, basant-se en tècniques de datació radiomètrica i estudis geològics duts a terme per Broschetto i Brown, de la Universitat de Utah. Al jaciment de Kalodirr s'hi ha trobat un conjunt de 46 troballes, incloent-gi cranis, mandíbules, dents i fragments postcranials. L'`holotip d'Afropithecus turkanensis és el denominat KNM-WK 16999.